# Другі Тюрари
Другі Тюра́ри (рос. Вторые Тюрары, чув. Иккĕмĕш Тĕрер) — присілок у складі Цівільського району Чувашії, Росія. Входить до складу Медікасинського сільського поселення.
Населення — 48 осіб (2010; 63 у 2002).
Національний склад:
- чуваші — 95 %